# J. Franklin Bell
James Franklin Bell, né le 9 janvier 1856 à proximité de Shelbyville, au Kentucky, mort le 8 janvier 1919 à New York, est un lieutenant général américain, connu pour avoir été l'un des héros de la guerre américano-philippine, le chef d'État-Major de la United States Army de 1906 à 1910, et pour avoir encouragé Irving Berlin à créer un spectacle musical pour remonter le moral des troupes alors qu'il était le commandant du Camp Upton et de la 77e division en 1918.

## Biographie

### Jeunesse et formation
On sait peu de choses sur la jeunesse de J. Franklin Bell, on sait qu'il est le fils d'un capitaine de la Confederate States Army et d'une mère qui décède des suites d'une chute de cheval alors qu'il est encore jeune. Il est élevé par deux femmes dont une Afro-Américaine. Il travaille dur à la ferme familiale, six jours sur sept, les seuls répits étant consacrés à ses études scolaires, au baseball et à l'équitation. Après ses études secondaires, le 1er septembre 1874, James Franklin Bell entre à l'Académie militaire de West Point,,.

### Carrière

#### Les débuts
À sa sortie de West Point en 1878, il est affecté au 9e régiment de cavalerie (en) de Fort Abraham Lincoln dans le Dakota du Nord avec le grade de sous-lieutenant, puis il est affecté au 7e régiment de cavalerie basé à Fort Riley, au Kansas, dont l'esprit régnant était au plus bas après la défaite désastreuse de la bataille de Little Bighorn, auquel il redonne le moral.
En 1881, il est chargé de commander l'escorte militaire qui protège les équipes de la Northern Pacific Railroad construisant la transcontinentale reliant la côte est à la côte ouest des États-Unis. Fort de cette expérience il forme les équipes d'escorte à Fort Buford de 1882 à 1886.
De 1886 à 1889, il est professeur de tactique et de stratégie militaire à l'Université du Sud de l'Illinois à Carbondale. Parallèlement il fait des études de droit et s'inscrit au barreau de l’Illinois.
En 1891, il est affecté à l'École de cavalerie et d’artillerie légère de Fort Riley.
De 1894 à 1897 il est affecté au gouvernement militaire de la Californie puis il est affecté à Fort Apache (Arizona).

#### Guerre américano-philippine
Le traité de Paris signé le 10 décembre 1898 transfère la souveraineté sur les Philippines de l'Espagne aux États-Unis, les Philippins soutenus par les Américains qui leur avaient promis la reconnaissance s'estiment trahis et les figures de l'insurrection philippine contre l'Espagne comme Pedro Paterno et Emilio Aguinaldo déclare la guerre aux États-Unis. Lors de cette guerre américano-philippine, James Franklin Bell, fait partie du corps expéditionnaire américain à arriver aux Philippines en 1898 créé par l'administration du président William McKinley. Cette troupe militaire devient le VIIIe corps qui se divise entre quatre régiments pour se répartir sur les quatre îles principales des Philippines. Le général Wesley Merritt charge Bell de conduire les négociations avec le président de la République des Philippines, Emilio Aguinaldo afin de conclure un armistice, mais il se désiste car il n'est pas d'accord avec l'éventualité de l'instauration d'un protectorat américain sur les Philippines. À l'été 1899, Bell est devenu colonel du 36e régiment d'infanterie des volontaires. La montée de la guérilla avec ses horreurs convainc Bell de la nécessité d'un protectorat. Il va s'illustrer dans la guerre contre la guérilla et les armées régulière philippines. Après une victoire près de la ville de Porac (île de Luzon) en septembre 1899, il est décoré de la Medal of Honor. En décembre 1899, sous la direction du général Henry Ware Lawton (en), il occupe la ville de Pagsanjan. En 1900, les Philippines sont pacifiées, Bell est affecté à la Prévôté générale de Manille, en tant que responsable de la sécurité dans la ville, qui est dirigée par le gouverneur général militaire des Philippines Arthur MacArthur. En février 1901, il est promu au grade de brigadier général. Bell mène une campagne de contre-guérilla dans le sud-ouest de l'île de Luzon, de 1901 à 1902, où il montre ses qualités d'utilisation tactique de petits groupes,.

#### Le retour aux États Unis
Après la guerre hispano-américaine, Bell est confirmé dans son grade de brigadier général qu'il conserve dans sa réaffectation dans l'armée régulière. Il prend le commandement de l'United States Army Command and General Staff College de Fort Leavenworth de 1902 à 1906.
En 1907, Bell est promu major général.
Du 14 avril 1906 au 21 avril 1910, il est nommé chef d'état-major de l'armée de terre des États-Unis. Pendant qu'il est chef d'état-major, Bell réforme l'armée de terre en augmentant les effectifs, les soldes et les dotations techniques.
Lors de la Première Guerre mondiale, affaibli par le diabète, il ne peut participer au combat, il est affecté au Camp Upton, camp de transit des troupes vers le front européen. Il apprend la présence d'une figure majeure de Broadway, Irving Berlin. Après des échanges il lui propose la création d'un spectacle pour soutenir le moral des troupes et lui alloue une somme de 35 000 $ pour mener à bien le projet. En juin 1918, Berlin déclare qu'il est prêt et présente son projet : Yip Yip Yaphank (en) une revue musicale exécutée par des soldats à la manière des revues des Ziegfeld Follies pour lesquelles Irving Berlin avait précédemment travaillé et c'est dans cette revue qu'il introduit la première version de son chant God Bless America. Le général Bell approuve le projet. En juillet 1918, les premières représentations de Yip Yip Yaphank sont données au petit théâtre de Camp Union, le Liberty Theatre puis fait son entrée à Broadway, d'abord au Century Theatre de New York puis au Lexington Theatre de la même ville du 19 août au 14 septembre 1918. La presse loue le spectacle et finalement, il rapporte 85 000 $ qui sont versés au fond de financement de l'effort de guerre,,.

### Vie privée
En 1881, il épouse Sarah Buford, (la nièce de deux généraux de l'armée de l'Union Army, les généraux John Buford et Napoleon Bonaparte Buford), à leur grand regret ils n'auront pas d'enfant.
James Franklin Bell repose aux côtés de son épouse Sarah Buford Bell au cimetière national d'Arlington,,.

## Récompenses et distinctions
- 1899 : récipiendaire de la Medal of Honor[11].
- 1918 : récipiendaire de la Distinguished Service Cross[11].
- 1919 : récipiendaire à titre posthume de l'Army Distinguished Service Medal[11].

## Hommages
Le 26 octobre 1940, l'United States Navy rachète un cargo, le SS President McKinley pour en faire un bateau de transport de troupe et le rebaptise l'USS J. Franklin Bell (APA-16) (en) en l'honneur du général Franklin Bell,.

## Pour approfondir